# Fukushima United FC
Fukushima United FC (福島ユナイテッドFC?) är ett fotbollslag från Fukushima i Fukushima prefektur i Japan. Laget spelar för närvarande (2020) i lägsta proffsligan J3 League.

## Placering tidigare säsonger
| Säsong | Nivå | Liga      | Placering | Referens | Notering |
| ------ | ---- | --------- | --------- | -------- | -------- |
| 2014   | 3    | J3 League | 7         | [ 1 ]    |          |
| 2015   | 3    | J3 League | 7         | [ 2 ]    |          |
| 2016   | 3    | J3 League | 14        | [ 3 ]    |          |
| 2017   | 3    | J3 League | 10        | [ 4 ]    |          |
| 2018   | 3    | J3 League | 12        | [ 5 ]    |          |
| 2019   | 3    | J3 League | 11        | [ 6 ]    |          |
| 2020   | 3    | J3 League | 13        | [ 7 ]    | Pandemin |
| 2021   | 3    | J3 League | 5         | [ 8 ]    | Pandemin |
| 2022   | 3    | J3 League | 11        | [ 9 ]    | Pandemin |
| 2023   | 3    | J3 League | 15        | [ 10 ]   |          |
| 2024   | 3    | J3 League | 5         | [ 11 ]   |          |

## Truppen 2022
Aktuell 14 April 2022.
| Nr | Land  | Pos | Namn                                         |
| -- | ----- | --- | -------------------------------------------- |
| 3  | Japan | F   | Makoto Kawanishi                             |
| 4  | Japan | F   | Kazuki Dohana                                |
| 6  | Japan | MF  | Hiroto Morooka                               |
| 7  | Japan | MF  | Katsumi Yusa                                 |
| 8  | Japan | MF  | Hiroshi Yoshinaga                            |
| 9  | Japan | A   | Junya Takahashi (lån från Montedio Yamagata) |
| 10 | Japan | A   | Kota Mori                                    |
| 11 | Japan | A   | Hiroto Yukie                                 |
| 13 | Japan | F   | Kosuke Tanaka                                |
| 14 | Japan | MF  | Hayate Mukai                                 |
| 17 | Japan | A   | Yuta Nobe                                    |
| 18 | Japan | MF  | Riku Hashimoto                               |
| 20 | Japan | F   | Ryota Kitamura                               |
| 21 | Japan | MV  | Satoshi Osugi                                |

| Nr | Land    | Pos | Namn                                   |
| -- | ------- | --- | -------------------------------------- |
| 22 | Japan   | MV  | Kaito Yamamoto                         |
| 25 | Japan   | A   | Shoki Nagano                           |
| 26 | Japan   | MF  | Hikaru Arai (lån från Shonan Bellmare) |
| 27 | Japan   | F   | Hideaki Arai                           |
| 31 | Japan   | MV  | Taku Kamikawa                          |
| 33 | Japan   | F   | Hiroto Yagi                            |
| 35 | Japan   | MF  | Keita Shiba                            |
| 39 | Japan   | F   | Shoto Suzuki                           |
| 40 | Japan   | A   | Hiroki Higuchi                         |
| 41 | Japan   | MF  | Uheiji Uehata                          |
| 44 | Japan   | F   | Shun Obu                               |
| 46 | Japan   | A   | Seiji Tsutsumi                         |
| 49 | Nigeria | A   | Chibueze Christian Simon               |